# Via Vetriera

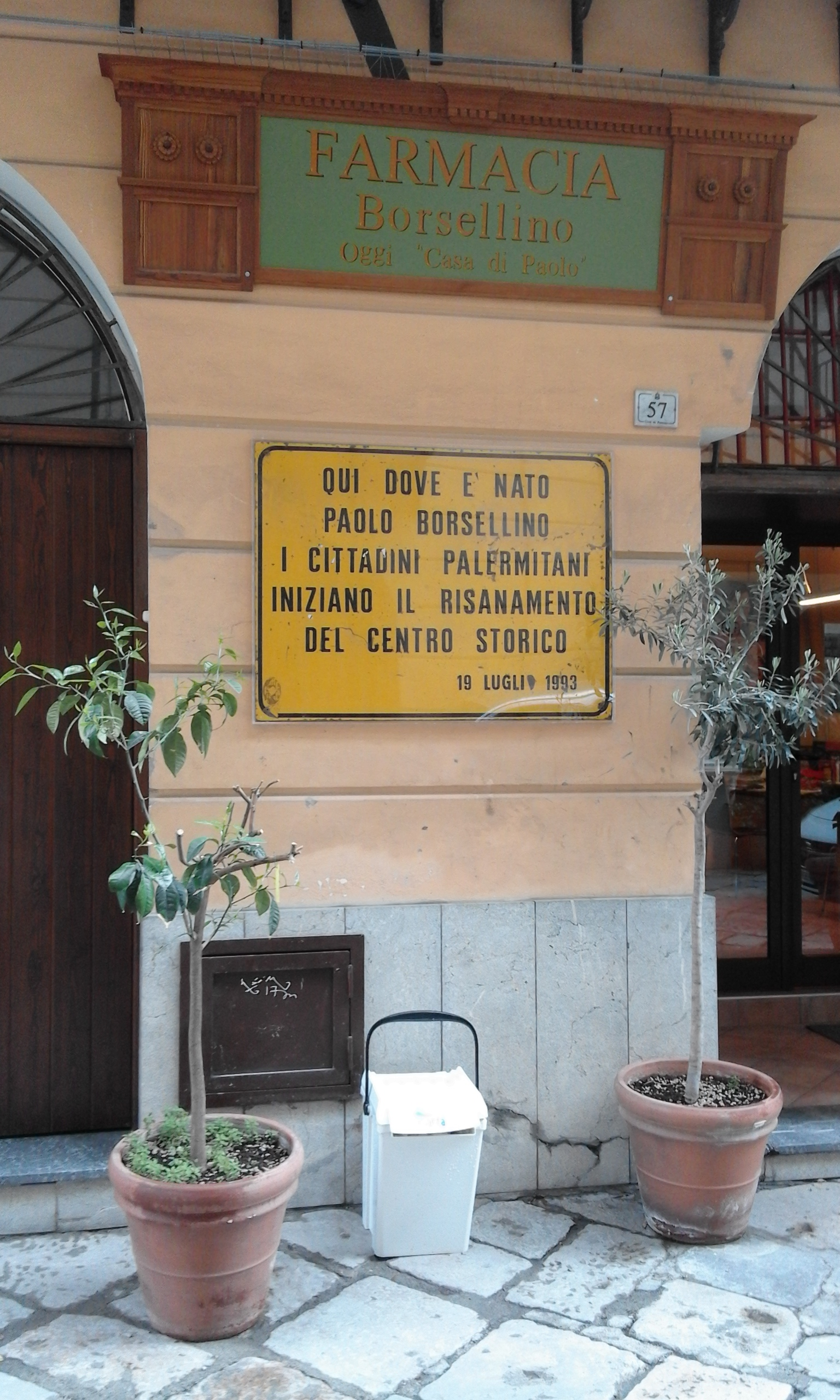
Haus und Apotheke der Familie Borsellino

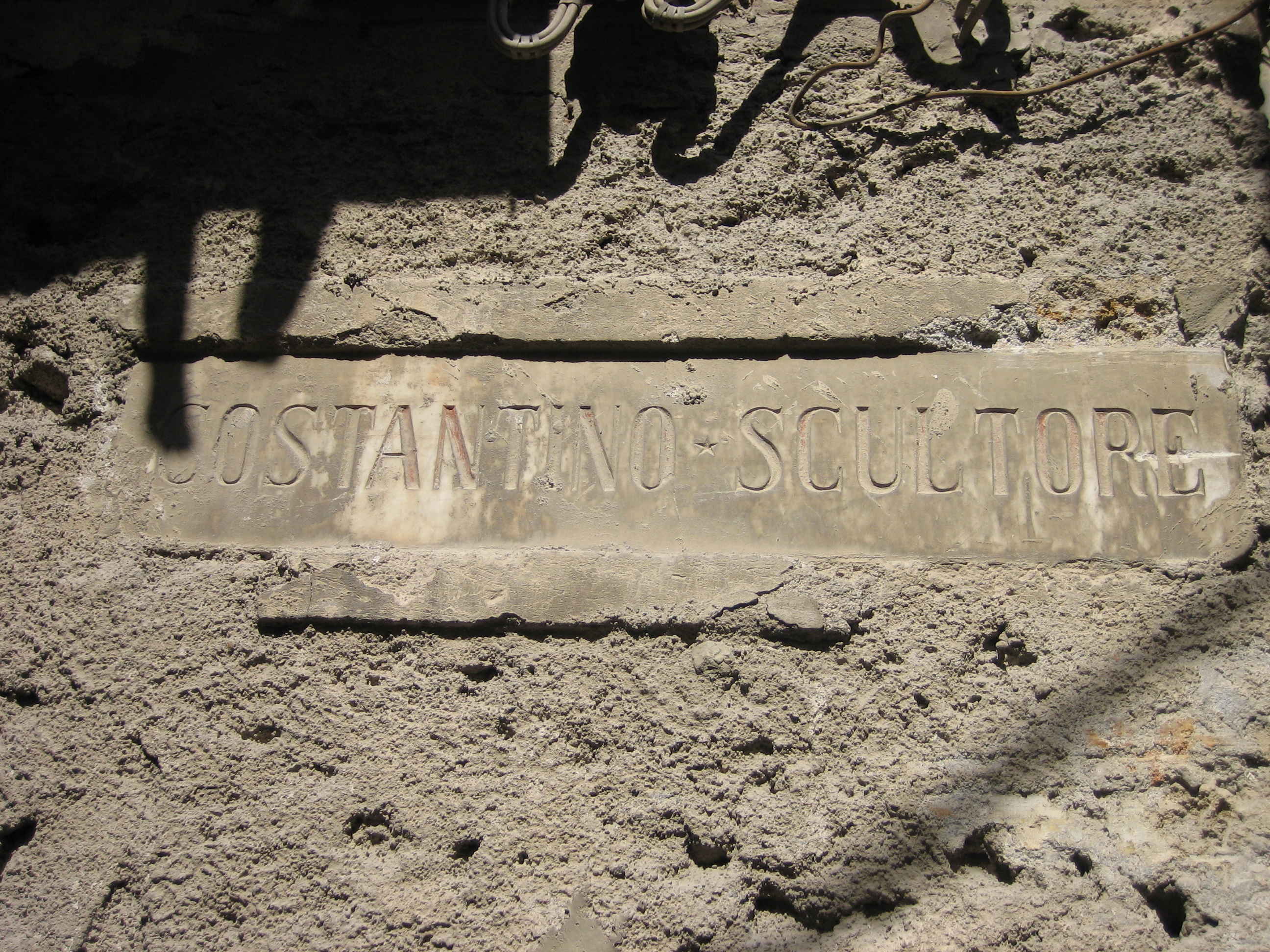
Inschrift am Haus Costantinos

Via Vetriera ist eine Straße im historischen Kalsa-Viertel der Stadt Palermo. Sie verbindet die Via Alloro mit der Via dello Spasimo und führt direkt auf die Kirche Santa Maria dello Spasimo zu. Auch die Kirche Ss. Giugliano ed Euno liegt an der Straße und hat den Haupteingang zur Piazza Magione, ehemals ein Wohnviertel. Inzwischen sind die ehemals vom Einsturz gefährdeten Häuser der Straße renoviert, und in einigen noblen historischen Palazzi befindet sich attraktive Gastronomie.

## Der Name
Die Via Vetriera wurde nach einer Glasfabrik für Gebrauchsgegenstände, wie Geschirr und Vasen benannt, die sich hier im 16. Jahrhundert befand, aber am Anfang des 17. Jahrhunderts schon nicht mehr existierte. So schrieb DI Giovanni 1615: in esso via e casa del dottor Triolo e poi un palagio, ove era prima la vitrera. (...in jener Straße befand sich das Haus des Doktor Triolo, und danach ein Palast, wo vorher die Glasfabrik war).

## Bedeutende Personen
In der Via Vetriera lebten mehrere bedeutende Personen.
- Domenico Costantino, Bildhauer des 19. Jahrhunderts, hatte hier seine Wohnstätte.
- Paolo Borsellino, Staatsanwalt und Mafia-Gegner. Die Familie Borsellino hatte hier ihr Wohnhaus und eine Apotheke. Das Schild  der Apotheke wurde restauriert, eine Tafel erinnert an das Attentat, bei dem der Richter ums Leben kam.
- Rita Borsellino, Schwester Paolo Borsellinos, sie war Politikerin und wie ihr Bruder im Kampf gegen die Mafia sehr engagiert. Als Apothekerin übernahm sie die Apotheke ihres Vaters.